# Jerzy Żuralski
Jerzy Maria Żuralski (ur. 28 lutego 1950) – polski prawnik, cywilista, sędzia, podsekretarz stanu w Ministerstwie Sprawiedliwości.

## Życiorys
Sędzia Sądu Rejonowego w Wąbrzeźnie. Do czasu przejścia w stan spoczynku pełnił w nim funkcję prezesa. Pracował w zespołach przygotowujących reformę wymiaru sprawiedliwości. Autor wielokrotnie cytowanych publikacji z zakresu prawa cywilnego i ustroju sądownictwa.
W 2000 w sprawie uznania za zmarłego przedwojennego policjanta Leona Małolepszego, zamordowanego przez NKWD 13 kwietnia 1940 w Twerze,  wydał orzeczenie, które dało początek innym podobnym rozstrzygnięciom w Polsce i jest uznawane za ważny precedens w toku ustalania prawdy historycznej. 
Wieloletni wiceprezes Zarządu Głównego Zrzeszenia Prawników Polskich, prezes wąbrzeskiego oddziału tego zrzeszenia, a także prezes Koła Prawników PTTK przy zamku w Golubiu-Dobrzyniu. Statutowe zadanie Koła Prawników PTTK w ramach Oddziału PTTK w Golubiu-Dobrzyniu to zrzeszanie przedstawicieli wszystkich zawodów prawniczych – sędziów, prokuratorów, adwokatów, radców prawnych, notariuszy i komorników, a także pracowników naukowych, w celu kultywowania tradycji tych zawodów oraz propagowania historii Polski i jej walorów krajobrazowych.
W 2005 pełnił stanowisko wiceministra sprawiedliwości. Prezydent Lech Kaczyński powołał go do pełnienia urzędu Sędziego Okręgowego.

## Publikacje
Lista przykładowych publikacji:
- Czteroszczeblowa struktura organizacyjna. Sądownictwo. Potrzebna systemowa reforma. Rzeczpospolita 1997 nr 280;
- Nowy model sądownictwa powszechnego. Gazeta Sądowa 1997 nr 9/10 s. 1, 15;
- Jak daleko do państwa prawa? Gazeta Sądowa 1997 nr 19 s. 1, 16;
- Nie ma ścisłego związku z podziałem administracyjnym państwa. Założenia reformy sądownictwa. Rzeczpospolita 1999 nr 30;
- Urząd koronny. Trzecia władza. Twórcy projektu wzięli pod uwagę zadania sądownictwa w XXI wieku. Rzeczpospolita 1999 nr 126;
- Hrabstwo Hampshire pod polską lupą. [Dot. angielskiego wymiaru sprawiedliwości]. Gazeta Sądowa 1999 nr 6 s. 10-11;
- Sądzić bezpiecznej. [Dot. naruszeń powagi sądów]. Gazeta Sądowa 2000 nr 7/8 s. 12;
- Poprawianie historii. [Dot. uznania za zmarłego w czasie działań wojennych w II wojnie światowej]. Gazeta Sądowa 2001 nr 2 s. 18;
- Historia lubi się powtarzać. Ustawa sędziowska do Trybunału. Rzeczpospolita 2003 nr 14;
- Bez biegłego ani rusz. Nasz drogi wymiar sprawiedliwości. Rzeczpospolita 2003 nr 79;
- Czy można sądzić w rozsądnym terminie? Gazeta Sądowa 2003 nr 9/10 s. 4-5;
- Dzielić, ale z głową. [Dot. podziału warszawskich sądów]. Rzeczpospolita 2003 nr 3;
- Powinność powiatu lub gminy. Przyszłość obrony z urzędu i pomocy prawnej dla najuboższych. Rzeczpospolita 2003 nr 30;
- Obniżka czyli podwyżka niektórych opłat. Zalety i wady projektu ustawy o kosztach sądowych w sprawach cywilnych. Rzeczpospolita 2003 nr 115;
- Zamiast asesora sędzia grodzki powoływany przez prezydenta. Rzeczpospolita 2007 nr 266;
- Sądy 24-godzinne: zreformować czy zlikwidować? Rzeczpospolita 2007 nr 277;
- Dojeżdżający sędziowie, czyli Temida na rowerze. Rzeczpospolita 2012 nr 70.